# Sumitomo Heavy Industries
Sumitomo Heavy Industries, SHI (яп. 住友重機械工業) — японський виробник промислового обладнання, зброї (автомати), кораблів, сталевих конструкцій, обладнання для захисту навколишнього середовища, формувальних верстатів для пластику, лазерних систем, прискорювачів частинок, вантажно-розвантажувальних пристроїв, напівпровідників тощо. Входить до кейрецу Sumitomo Group.

## Історія
Компанія була створена в 1888 році для ремонту обладнання, що використовувалося при видобутку міді. Майже 50 років по тому компанія була перереєстрована як Sumitomo Machinery Co. З цього моменту компанія почала виробляти обладнання для металургійної та транспортної галузей. Подібна спеціалізація була обрана в силу того, що ці дві галузі в ті роки відчували справжній бум в Японії.
В 1969 Sumitomo Machinery Co., Ltd. об'єдналася з Uraga Heavy Industries Co., Ltd. Об'єднана компанія отримала свою сучасну назву: Sumitomo Heavy Industries, Ltd. Як і колись, основою стратегії компанії були технічні ноу-хау для задоволення усе нових потреб різних галузей промисловості.

## Компанія сьогодні
В цей час виробничі потужності компанії всередині країни становлять 7 заводів: у Танаса, Чібі, Йокосуці, Нагої, Окаямі, Нііхамі і Сайджьо.